# Episodi di Hunter Street (terza stagione)
La terza stagione di Hunter Street è andata in prima TV negli USA su TeenNick dal 29 luglio 2019 mentre in Regno Unito su Nickelodeon dal 22 luglio 2019. In Italia su Nickelodeon dal 7 ottobre 2019.
Tra il 19 giugno 2020 e il 26 febbraio 2021 va in onda sul canale gratuito Super!, divisi in tre parti (ep.1-10 tra giugno e luglio, 11-26 tra ottobre e dicembre e gli ultimi 4 a febbraio 2021).
| n°            | Titolo originale           | Titolo italiano         | Prima TV USA      | Prima TV Italia (Nickelodeon) | Prima TV Italia (Super!) |
| Prima parte   | Prima parte                | Prima parte             | Prima parte       | Prima parte                   | Prima parte              |
| ------------- | -------------------------- | ----------------------- | ----------------- | ----------------------------- | ------------------------ |
| 1             | The Birthday Gift          | Il regalo di compleanno | 29 luglio 2019    | 7 ottobre 2019                | 19 giugno 2020           |
| 2             | Strange House              | Una strana casa         | 30 luglio 2019    | 7 ottobre 2019                | 19 giugno 2020           |
| 3             | The Storm                  | Il temporale            | 31 luglio 2019    | 14 ottobre 2019               | 26 giugno 2020           |
| 4             | Jake's Curse               | La maledizione di Jake  | 1º agosto 2019    | 14 ottobre 2019               | 26 giugno 2020           |
| 5             | Lost In The Woods          | Sperduti nel bosco      | 2 agosto 2019     | 21 ottobre 2019               | 2 luglio 2020            |
| 6             | Oliver                     | Oliver                  | 5 agosto 2019     | 21 ottobre 2019               | 2 luglio 2020            |
| 7             | The Code                   | Il codice               | 6 agosto 2019     | 28 ottobre 2019               | 9 luglio 2020            |
| 8             | Remedies and Riddles       | Rimedi e indovinelli    | 7 agosto 2019     | 28 ottobre 2019               | 9 luglio 2020            |
| 9             | Curse or Cure?             | Maledizione o cura?     | 8 agosto 2019     | 4 novembre 2019               | 26 luglio 2020           |
| 10            | The Second Stone           | La seconda pietra       | 9 agosto 2019     | 4 novembre 2019               | 26 luglio 2020           |
| 11            | Return to Hunter Street    | Ritorno a Hunter Street | 12 agosto 2019    | 11 novembre 2019              | 30 ottobre 2020          |
| 12            | Mr. Bear                   | Il signor orso          | 13 agosto 2019    | 11 novembre 2019              | 30 ottobre 2020          |
| 13            | Rex to the Rescue          | Rex in soccorso         | 14 agosto 2019    | 18 novembre 2019              | 6 novembre 2020          |
| 14            | Secret Signs               | Simboli misteriosi      | 15 agosto 2019    | 18 novembre 2019              | 6 novembre 2020          |
| 15            | Evil Narikoa               | Evil Narikoa            | 16 agosto 2019    | 25 novembre 2019              | 13 novembre 2020         |
| Seconda parte |                            |                         |                   |                               |                          |
| 16            | Siblings                   | Gemelli                 | 9 settembre 2019  | 25 novembre 2019              | 13 novembre 2020         |
| 17            | What Hides Beneath         | Il tunnel segreto       | 10 settembre 2019 | 9 dicembre 2019               | 20 novembre 2020         |
| 18            | The Butterfly Sun          | Il sole farfalla        | 11 settembre 2019 | 9 dicembre 2019               | 20 novembre 2020         |
| 19            | Appeals                    | Appelli                 | 12 settembre 2019 | 16 dicembre 2019              | 27 novembre 2020         |
| 20            | Trapped                    | In trappola             | 13 settembre 2019 | 16 dicembre 2019              | 27 novembre 2020         |
| 21            | Escape                     | La fuga                 | 16 settembre 2019 | 23 dicembre 2019              | 4 dicembre 2020          |
| 22            | Moms                       | Mamme                   | 17 settembre 2019 | 23 dicembre 2019              | 4 dicembre 2020          |
| 23            | Swamped                    | Impantanati             | 18 settembre 2019 | 30 dicembre 2019              | 11 dicembre 2020         |
| 24            | Truth and Lies             | Bugie e verità          | 19 settembre 2019 | 30 dicembre 2019              | 11 dicembre 2020         |
| 25            | The Final Riddle?          | L'enigma finale?        | 20 settembre 2019 | 6 gennaio 2020                | 18 dicembre 2020         |
| 26            | Revelations                | Rivelazioni             | 23 settembre 2019 | 6 gennaio 2020                | 18 dicembre 2020         |
| 27            | Not Quite X Marks the Spot | L'angelo custode        | 24 settembre 2019 | 7 gennaio 2020                | 25 febbraio 2021         |
| 28            | Tricky Times               | Tempi difficili         | 25 settembre 2019 | 7 gennaio 2020                | 25 febbraio 2021         |
| 29            | The Pyramid                | La piramide             | 26 settembre 2019 | 13 gennaio 2020               | 26 febbraio 2021         |
| 30            | Eclipse                    | L'eclissi               | 27 settembre 2019 | 13 gennaio 2020               | 26 febbraio 2021         |

## Il regalo di compleanno
Anika per il suo compleanno riceve un regalo molto strano: una piramide meso-americana in miniatura avvolta da una mappa strappata. Sal scopre che è legato a un tesoro azteco e che riguarda una maledizione ma non capiscono da dove arriva.

## Una strana casa
Gli Hunter decidono di fare una vacanza e il navigatore stradale li porta a una casa abbandonata nel bosco. La cosa diventa strana quando sentono dei rumori in soffitta. Ad attenderli, sarà una sorpresa.

## Il temporale
La macchina degli Hunter non parte e sono costretti a rimanere nella casa durante una tempesta. Sal, Anika e Jake ne approfittano per indagare sul mistero e allo stesso tempo raccontarsi storie su fantasmi e zombie.

## La maledizione di Jake
Jake indossa un'antica maschera azteca e la proprietaria della casa, la strana Dottie, è convinta che sia ormai già maledetto. Infatti, dopo degli scherzi di Sal, Jake si rompe la gamba...

## Sperduti nel bosco
Sal e Anika trovano una piramide vicino alla casa, mentre cercano il telefono di Jake. Per cercare indizi e per vedere se non sono soli vanno nel bosco, ma quest'ultimi si perdono.

## Oliver
Sal e Anika incontrano un ragazzo nervoso nel bosco, Oliver, che racconta loro un segreto che non si sarebbero mai aspettati.

## Il codice
Con l'aiuto di Oliver, Sal riesce a prendere segnale sul telefono e decifra cosa c'è scritto sulla piramide. Intanto Anika chiede a Dottie che senso hanno i manufatti in soffitta, ma lei le intima di non salirci.

## Rimedi e indovinelli
Anika e Oliver creano una pozione per togliere la maledizione da Jake. Intanto Sal e Jasmyn non riescono a risolvere il primo indovinello, un uomo viene a prendere tesoro.

## Maledizione o cura
Un problema tra mappa scomparsa significato della mappa i ragazzi si dividono in cerca di un'altra piramide per avere risposte più concrete.

## La seconda pietra
I ragazzi trovano il secondo indovinello, ma non lo possono risolvere perché gli Hunter, avvisati dai Parenti, devono tornare in città a causa di un'emergenza.

## Ritorno a Hunter Street
Sal e Anika vanno a casa di Diane e vedono un volto familiare, intanto Jasmyn e Oliver risolvono gli enigmi. Poco dopo arriva uno strano regalo per Anika...

## Il signor orso
Sal e Anika escogitano un piano per recuperare i loro manufatti rubati dal museo. Dopo, in casa Hunter, arriva Oliver. Evie, invece, trova in giardino un orso peluche con una voce malefica.

## Rex in soccorso
Sal e Anika scoprono di essere stati ingannati, mentre Oliver si nasconde dai genitori Hunter e Jasmyn copre lui a casa sua.

## Simboli misteriosi
Quando Jake deve tornare a casa c'è una grande sorpresa e quindi rimane in ospedale. Intanto Jasmyn non riesce a collegare le scoperte fatte nel bosco alla mappa.

## Evil Narikoa
Jasmyn fa altre scoperte ma sulla pietra successiva ancora niente: Guardando la mappa si vede che c'è un simbolo situato nella posizione dello zoo, così Anika e Oliver ci vanno ma all'improvviso vedono Markus uscire dallo zoo. Alla fine Anika scopre qualcosa dalla scritta Evil Narikoa, un mix di lettere dei nomi Anika e Oliver.

## Gemelli
Anika e Oliver discutono del mistero e sospettano sempre di più che Sal e Jake stiano tramando qualcosa, alla fine scopono cosa tramano. Anika e Oliver sono gemelli.

## Il tunnel segreto
Sal e Anika rivisitano Diane. Oliver trova qualcosa nella casa degli Hunter. Jasmyn, titubante, continua con le ricerche.

## Il sole farfalla
I ragazzi trovano una nuova pietra. Per risolvere un altro indovinallo vanno al planetario, ma trovano più di quello che volevano.

## Appelli
Mentre Anika torna dalla foresta per le ricerche vede una scena scioccante e intanto Oliver e Sal continuano a cercare i manufatti rubati.

## In trappola
Anika ha un piano contro Dottie che va a rotoli, intanto Oliver e Sal stanno ricostruendo scene per trovare qualcosa.

## La fuga
Anika e Jasmyn sono nella soffitta della casa di Dottie per cercare indizi. Oliver e Sal continuano le loro ricerche.

## Mamme
Anika scopre il suo passato. Sal e Oliver si sono persi nel bosco dopo aver trovato un nuovo indovinello.

## Impantanati
Anika mette insieme i pezzi della piramide. Scopre che Sal e Oliver sono in pericolo, ma ormai è troppo tardi.

## Bugie e verità
Oliver scopre tutti gli inganni di Dottie. I ragazzi hanno un piano per salvare il museo degli Hunter.

## L'enigma finale?
Sal e Jasmyn continuano con le loro ricerche. Anika e Oliver sono nella casa di Dottie per cercare molti altri inidizi. I ragazzi si accorgono che devono assolutamente risolvere un mistero avversario.

## Rivelazioni
Jasmyn e Oliver scoprono chi è il nemico. Anika e Sal continuano le loro ricerche.

## L'angelo custode
Jasmyn aiuta Oliver con le loro ricerche, mentre, Rex Legend si chiama Reginald Legend, dopo un'altra rapina, Anika e Sal rimangono a mani vuote.

## Tempi difficili
I ragazzi scoprono l'enigma e l'eclissi si avvicina, intanto hanno un piano per raggiungere il tesoro prima del nemico.

## La piramide
Fra poche ore c'è l'eclissi e Sal e Anika, bloccati nella casa degli Hunter, non sanno come andare al luogo del tesoro.

## L'eclissi
I ragazzi cercano di sconfiggere il nemico e di recuperare il tesoro durante l'eclissi, chissà cosa succederà...